# ميديس دي أراغون
بلدية ميديس دي أراغون (بالإسبانية: Miedes de Aragón) هي بلدية تقع في مقاطعة سرقسطة التابعة لمنطقة أراغون شمال شرق إسبانيا.

## الديموغرافيا
بلغ عدد سكان بلدية ميديس دي أراغون 462 نسمة عام 2011 (وفقاً للمعهد الوطني الإسباني للإحصاء).
| 532 | 521 | 431 | 487 | 468 | 471 | 462 |